# Lejšovka
Lejšovka (německy Lettner) je obec v okrese Hradec Králové v Královéhradeckém kraji. Žije v ní 221 obyvatel. Obec se nachází sedm kilometrů jižně od města Jaroměř.

## Historie
První písemná zmínka o obci pochází z roku 1406.
V 17. století spadala Lejšovka pod panství Smiřice. Dle soupisu poddaných podle víry zběhlo kvůli svobodě svědomí ze smiřického panství v době rekatolizace  mnoho obyvatel. Rodina Lukáše Voláka z Lejšovky uprchla v roce 1735 a v závěru svého putování se tito exulanti usadili v Českém Rixdorfu. V roce 1742  uprchl s rodinou do Münstenbergu Mikuláš Bukovský, jenž byl v roce 1750 na seznamu kolonistů, kteří založili českou obec Friedrichův Tábor. Jméno Bukovský se váže i k zakladatelům Friedrichova Hradce.

## Obyvatelstvo
| Rok            | 1869 | 1880 | 1890 | 1900 | 1910 | 1921 | 1930 | 1950 | 1961 | 1970 | 1980 | 1991 | 2001 | 2011 | 2021 |
| -------------- | ---- | ---- | ---- | ---- | ---- | ---- | ---- | ---- | ---- | ---- | ---- | ---- | ---- | ---- | ---- |
| Počet obyvatel | 308  | 327  | 298  | 301  | 325  | 352  | 333  | 238  | 238  | 208  | 178  | 157  | 171  | 197  | 212  |
| Počet domů     | 48   | 55   | 55   | 56   | 61   | 63   | 70   | 79   | 71   | 70   | 60   | 85   | 87   | 90   | 94   |

## Obecní správa
Mezi lety 1869–1980 Lejšovka byla obcí v okrese Dvůr Králové nad Labem (v letech 1869–1880 Dvůr Králové) (1869–1930), poté v okrese Jaroměř (1950) a později v okrese Hradec Králové. Od 1. července 1980 do 23. listopadu 1990 patřila jako část obce k Černilovu a od 24. listopadu 1990 jsou opět samostatnou obcí.

## Galerie

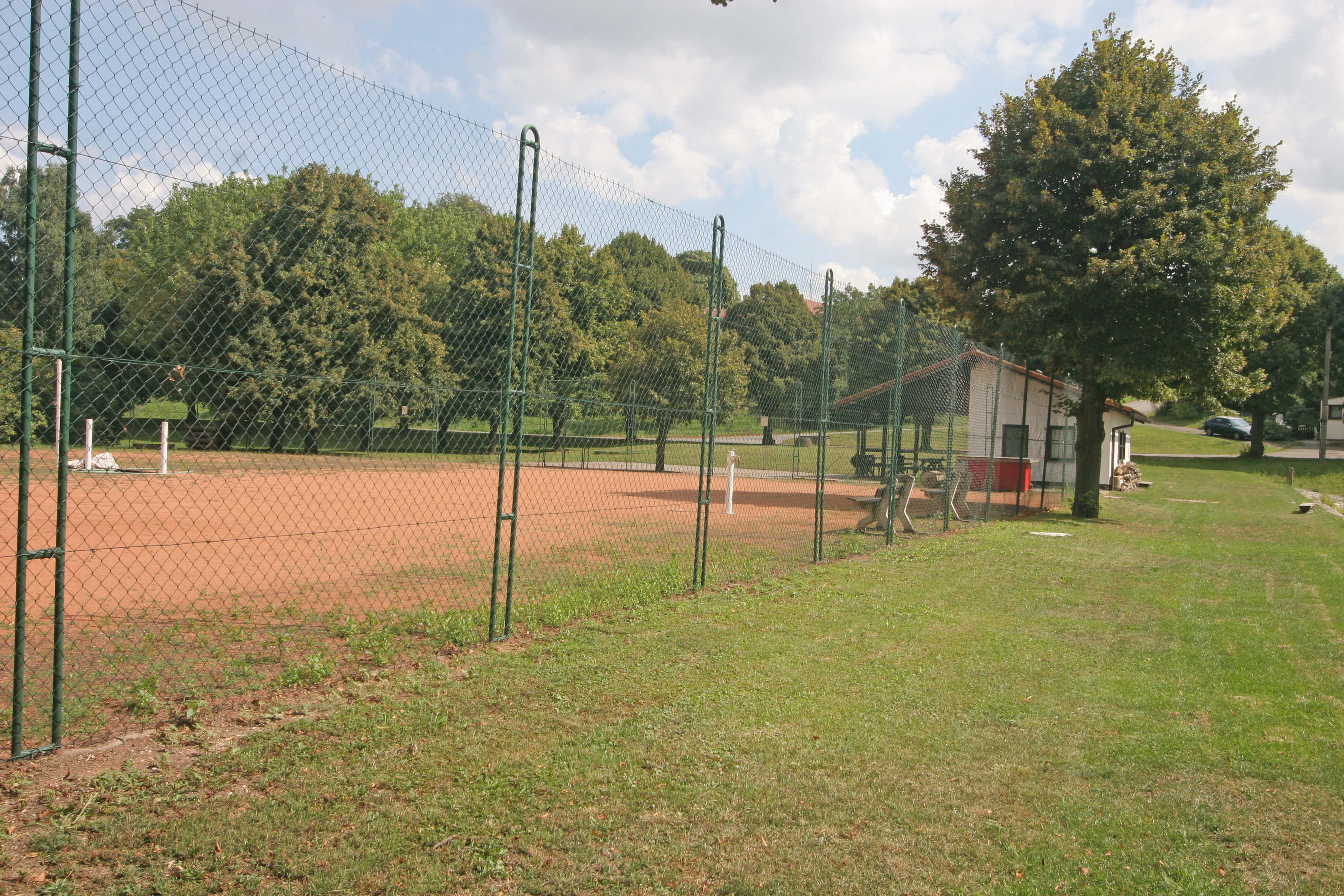
Hřiště
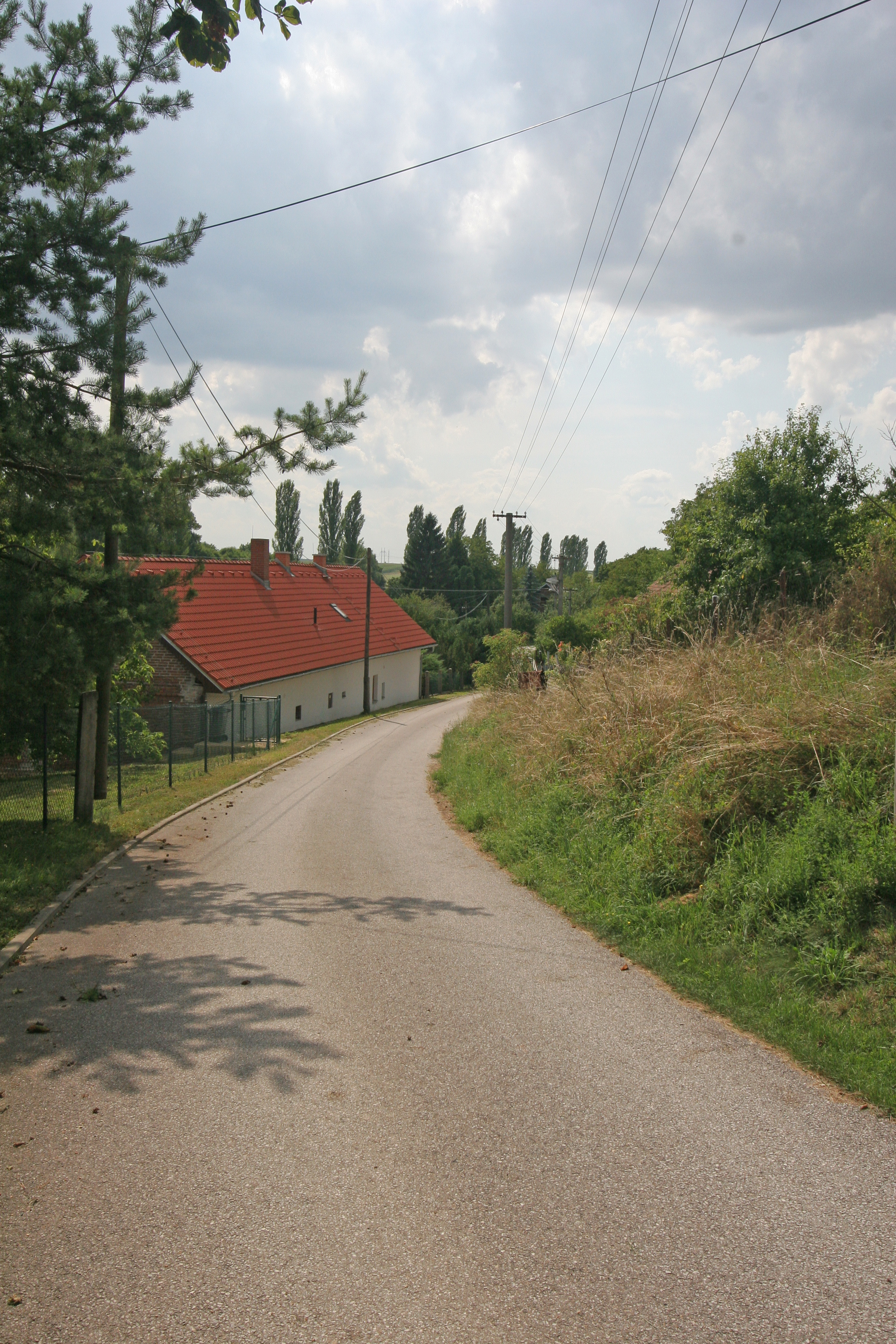
Stavení čp. 54
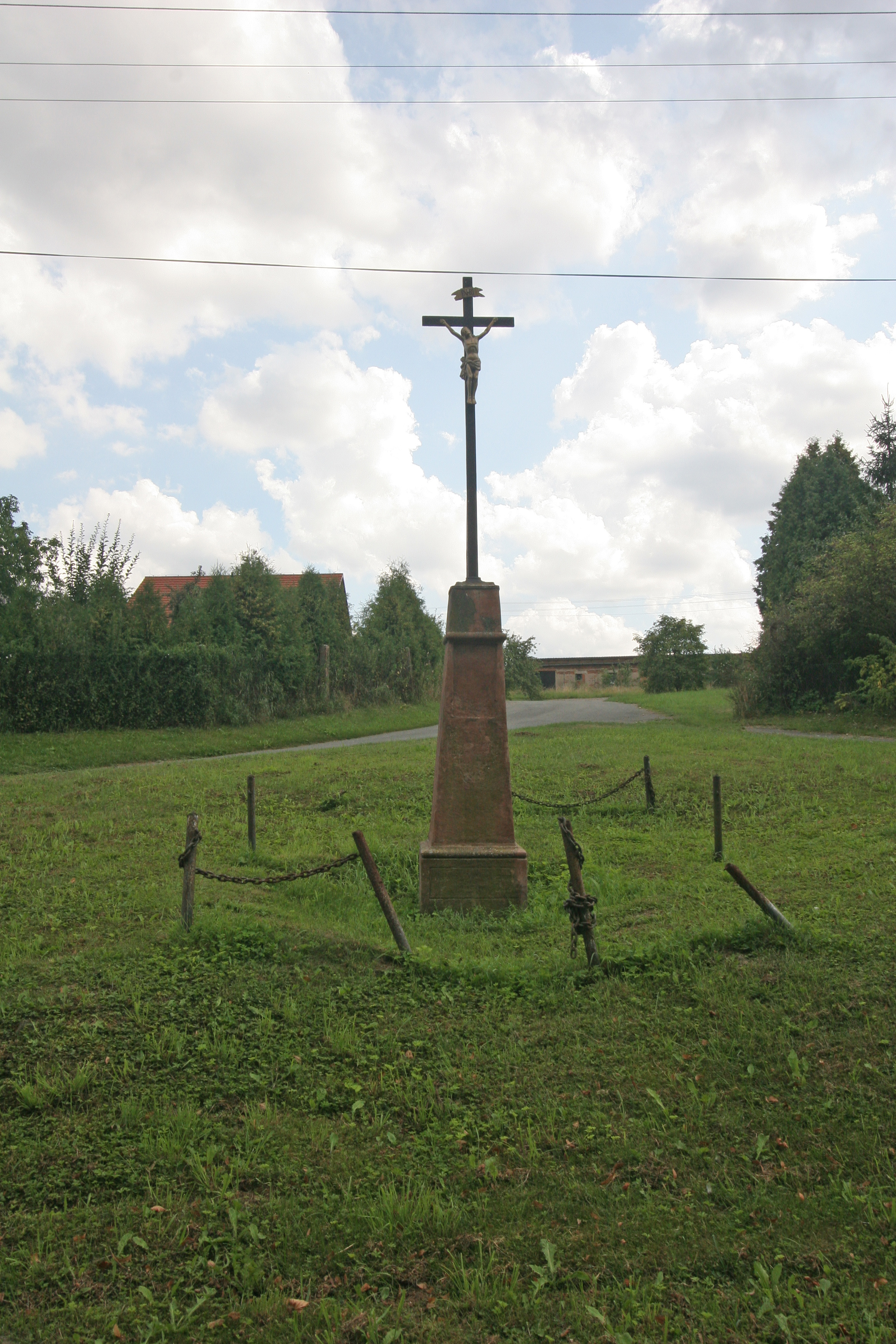
Křížek
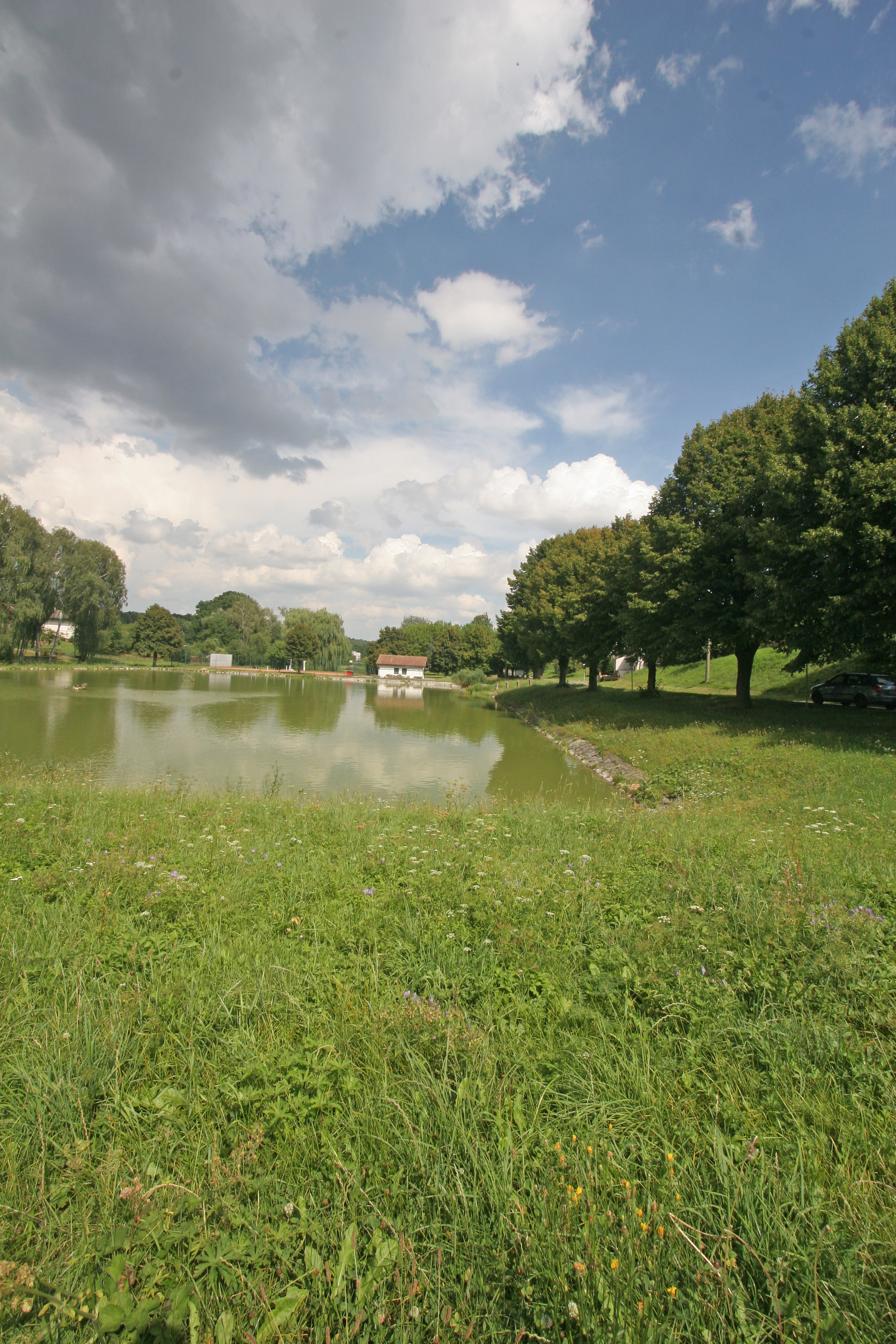
Náves – rybník
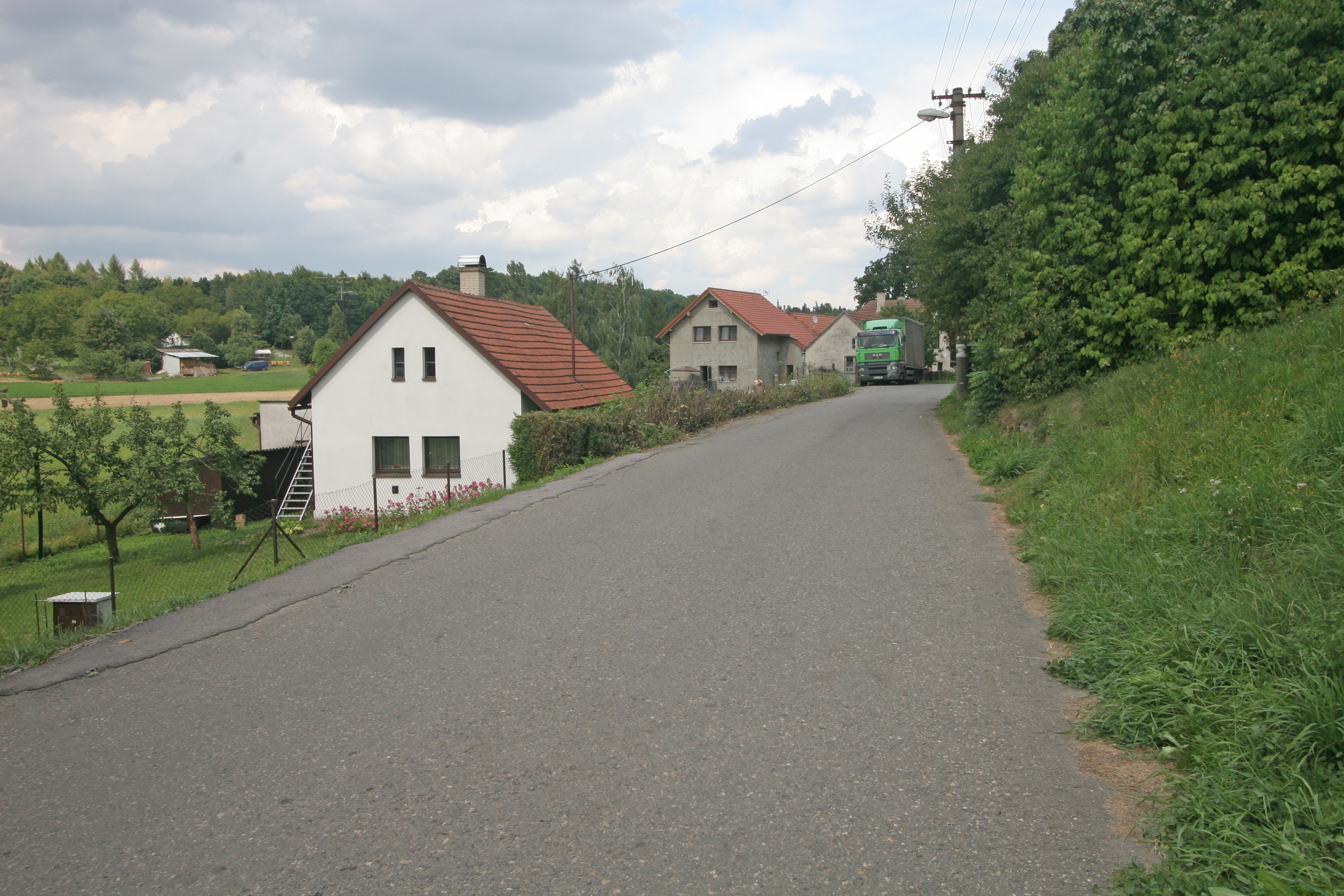
Stavení čp. 50